# Camille Pissarro
Camille Pissarro -kamij pisaʁó- (Saint Thomas, 10 de juliol de 1830 - París, 13 de novembre de 1903) va ser un pintor impressionista francès. Camille Pissarro va ser el menys espectacular dels impressionistes perquè és un pintor més tonal que colorista. Tot i això, és considerat el degà de l'impressionisme, en haver tingut un important paper com a consciència moral i guia artístic.

## Biografia
Jacob Abraham Camille Pissarro va nàixer a Saint Thomas, llavors una colònia danesa a les Antilles, i fou fill de Rachel, dona d'ascendència criolla, i Frederick Pissarro, d'ascendència judeoportuguesa. El 1852 va viatjar a Caracas, acompanyat del seu mestre, el pintor danès Fritz Melbye, on va dedicar-se plenament a la pintura, realitzant paisatges i escenes de costums. Però va tornar a Saint Thomas per ajudar en el comerç dels seus pares.
L'any 1855 es trasllada a París, on afrancesa la pronúncia del seu cognom i ingressa a l'Escola de Belles Arts i a l'Acadèmia de Jules Suisse. Va estudiar amb el paisatgista francès Camille Corot, i va fer amistat amb Claude Monet, Cézanne i Guillaumin.
Claude Monet i Pissarro van coincidir a Londres, on van conèixer Durand-Ruel (1831-1922), que va esdevenir a partir d'aquest moment el marxant "oficial" del grup. Pissarro i Monet van fer a Londres estudis d'edificis embolcallats de boires.
El seu estil en aquesta època és bastant tradicional. Se l'associa amb l'Escola de Barbizon, tot i que passat algun temps decidix integrar-se en l'impressionisme. En tornar a França després de la seua estada a Londres, participa plenament en el moviment impressionista, i n'és cofundador i l'únic que participa en les vuit exposicions del grup (1874-1886).
Durant la Guerra francoprussiana (1870-1871), torna a residir a Anglaterra, on estudia l'art anglès i en especial els paisatges de William Turner. Durant els anys 80 experimenta amb el puntillisme. Produeix escenes rurals de rius i paisatges; escenes dels carrers a París com El carrer Saint-Honoré després del migdia, efecte de pluja (1897, Museu Thyssen-Bornemisza de Madrid), Le Havre i Londres.
Atret per la terra, va pintar la vida rural francesa, en particular paisatges i escenes que representen persones treballant en el camp. Del període anomenat de Pontoise (1872-1884, aproximadament), daten les seues millors obres inspirades en Monet i Cézanne: La collita a Montfoucault (1876), Els sostres vermells (1877), Primavera a Pontoise (1877). Després d'un període neoimpressionista, torna al lirisme i a l'esplendor cromàtica de l'impressionisme. També són famoses les seues escenes de Montmartre.
L'any 1895, un empitjorament de la malaltia ocular que patia l'obliga a pintar paisatges urbans de París des de la finestra de sa casa: Avinguda de l'Òpera, Jardí de les Teuleries i Efecte de neu.
L'obra de Pissarro, que comprèn tots els gèneres, està representada al Museu d'Orsay de París i en quasi tots els museus d'art modern del món. A Catalunya, és representat al Museu de Montserrat. Va tenir com a alumnes Paul Gauguin, Paul Cézanne, el seu fill Lucien Pissarro i la pintora impressionista nord-americana Mary Cassatt.

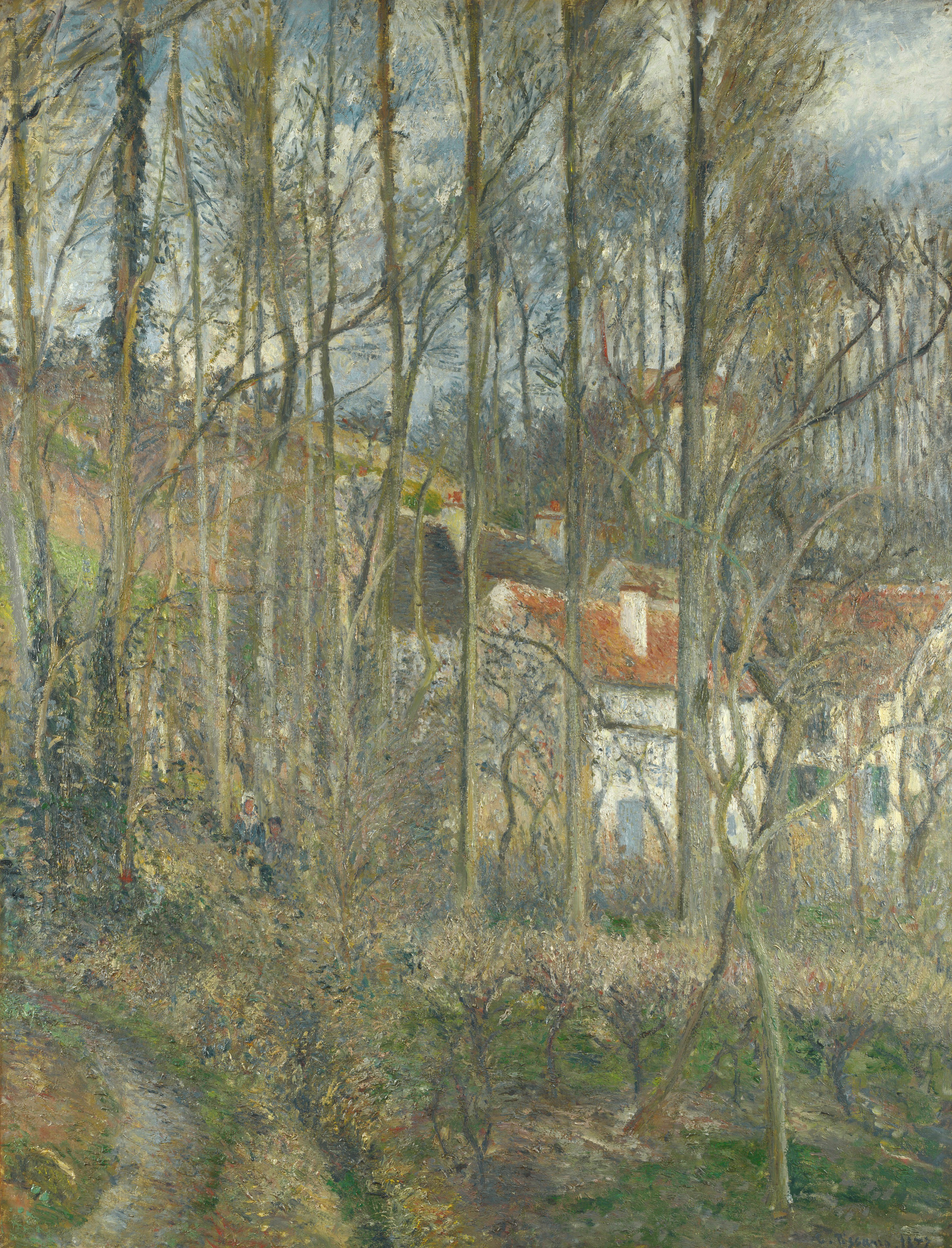
"Pontoise, la Côte des Boeufs cap l'Hermitage" (1877)
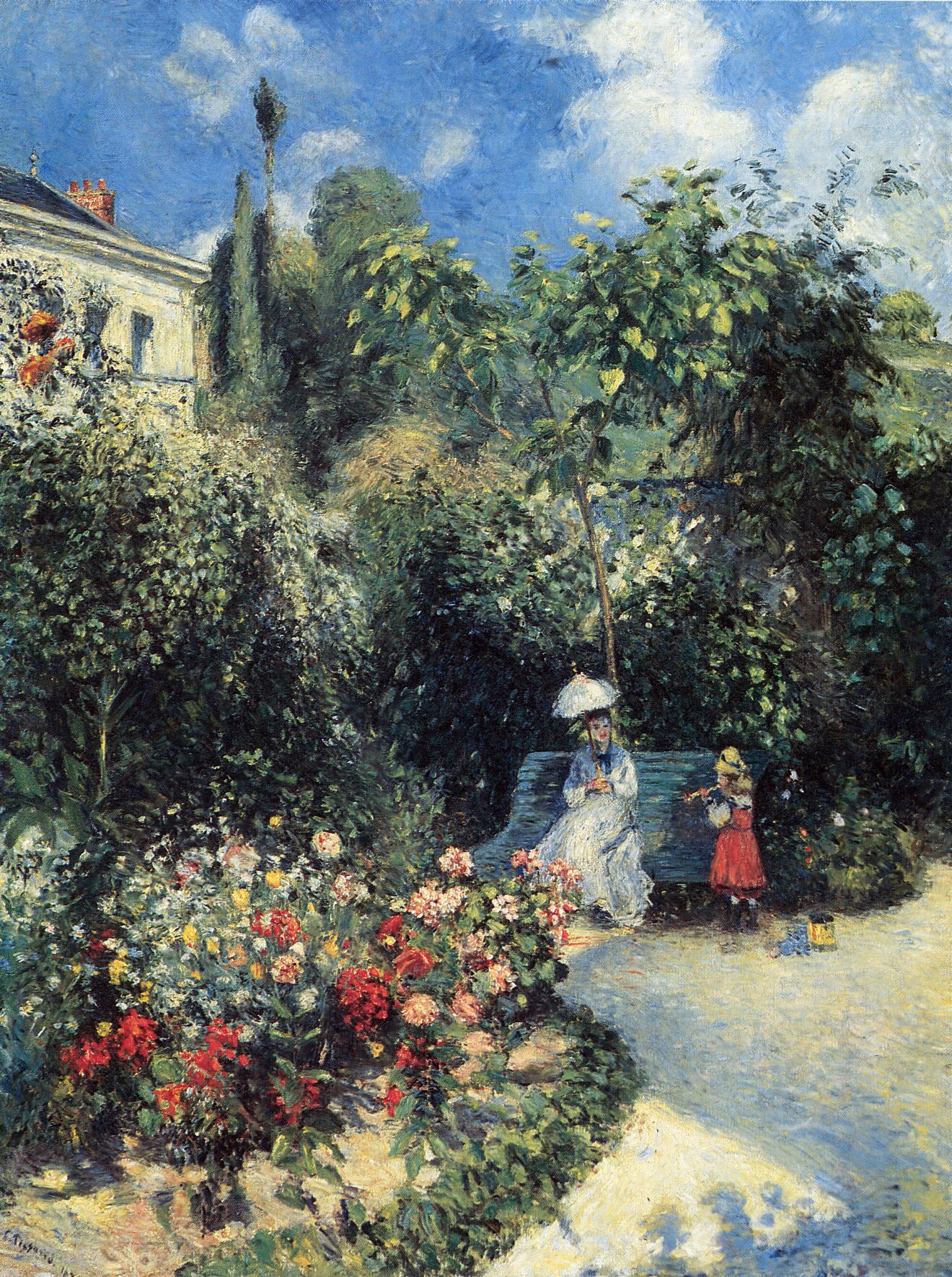
El Jardí de Pontoise (1877)
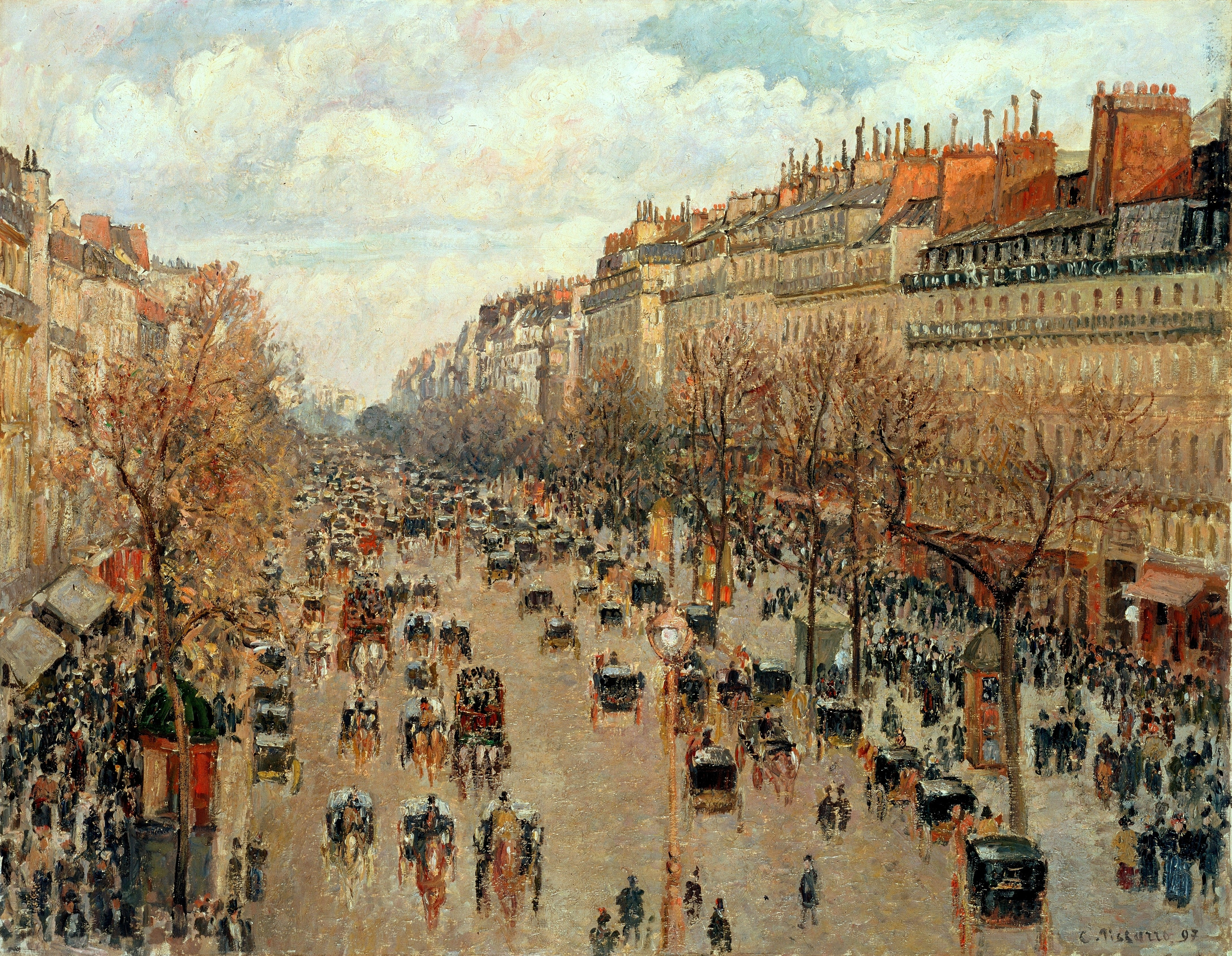
Boulevard Montmartre, Paris (1897)
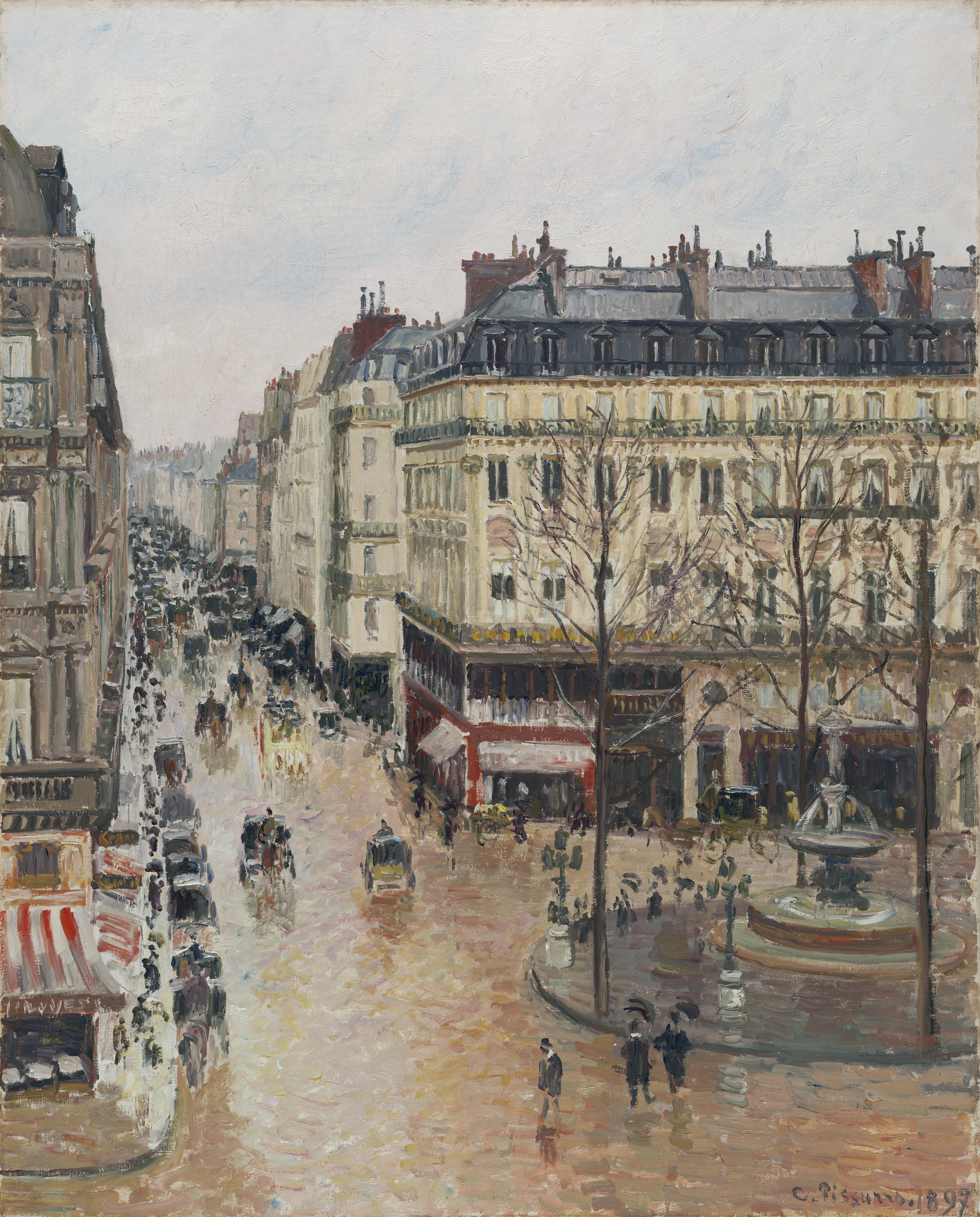
Carrer de Saint-Honoré, a la tarda. Efecte de pluja (1897)
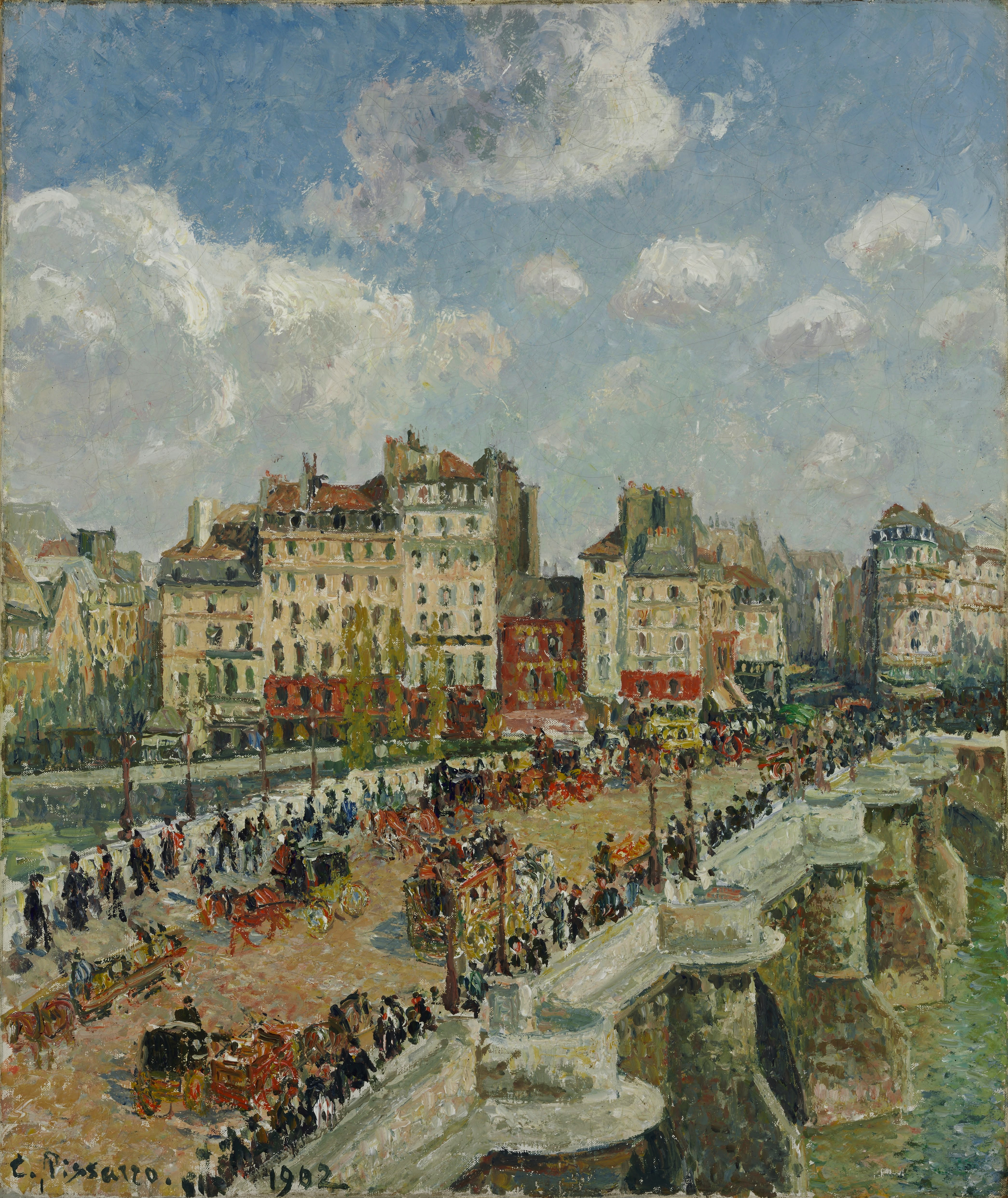
Pont-Neuf  (1902)